# 独山水库 (滁州)
独山水库是中国安徽省滁州市南谯区境内的一座水库，位于滁河支流清流河上，建于1957年。水库正常库容为1200万立方米，集雨面积为49平方千米，海拔为54.3米。